# Armin von Büren
Armen von Büren (Zúrich, 20 de abril de 1928) fue un ciclista suizo profesional del 1948 al 1962. Se especializó en las cursas de seis días donde obtuvo 13 victorias, en 58 participaciones. También corrió en carretera y obtuvo algún éxito como las victorias al Tour del lago Léman.

## Palmarés en pista
- 1950
  - 1º en los Seis días de Hannover (con Hugo Koblet)
- 1952
  - 1º en los Seis días de Dortmund (con Hugo Koblet)
  - 1º en los Seis días de Frankfurt (con Hugo Koblet)
  - 1º en los Seis días de Gante (con Walter Bucher)
  - 1º en los Seis días de Kiel (con Jean Roth)
- 1953
  - Campeón de Europa de Madison (con Hugo Koblet)
  - 1º en los Seis días de Frankfurt (con Hugo Koblet)
  - 1º en los Seis días de Bruselas (con Hugo Koblet)
- 1954
  - Campeón de Europa de Madison (con Hugo Koblet)
  - 1º en los Seis días de Zúrich (con Hugo Koblet)
- 1955
  - 1º en los Seis días de Dortmund (con Hugo Koblet)
- 1956
  - Campeón de Europa en Òmnium Endurance
- 1957
  - Campeón de Suiza de Velocidad 
  - 1º en los Seis días de Zúrich (con Gerrit Schulte)
  - 1º en los Seis días de Münster (con Jean Roth)
- 1959
  - Campeón de Suiza de Velocidad
- 1961
  - 1º en los Seis días de Madrid (con Oscar Plattner)
  - 1º en los Seis días de Nueva York (con Oscar Plattner)

## Palmarés en ruta
- 1951
  - 1r al Tour del lago Léman
- 1953
  - 1r al Tour del lago Léman